# Белфаст (тауншип, Миннесота)
Белфаст (англ. Belfast) — тауншип в округе Марри, Миннесота, США. На 2000 год его население составило 195 человек.

## География
По данным Бюро переписи населения США площадь тауншипа составляет 93,2 км², из которых 93,0 км² занимает суша, а 0,2 км² — вода (0,22 %).

## Демография
По данным переписи населения 2000 года здесь находились 195 человек, 71 домохозяйство и 51 семья.  Плотность населения —  2,1 чел./км².  На территории тауншипа расположена 81 постройка со средней плотностью 0,9 построек на один квадратный километр. Расовый состав населения: 100,00 % белых.
Из 71 домохозяйства в 39,4 % воспитывались дети до 18 лет, в 63,4 % проживали супружеские пары, в 5,6 % проживали незамужние женщины и в 26,8 % домохозяйств проживали несемейные люди. 23,9 % домохозяйств состояли из одного человека, при том 5,6 % из — одиноких пожилых людей старше 65 лет. Средний размер домохозяйства — 2,75, а семьи — 3,33 человека.
34,9 % населения — младше 18 лет, 3,1 % — в возрасте от 18 до 24 лет, 30,8 % — от 25 до 44, 21,5 % — от 45 до 64, и 9,7 % — старше 65 лет. Средний возраст — 36 лет. На каждые 100 женщин приходилось 129,4 мужчин. На каждые 100 женщин старше 18 приходилось 126,8 мужчин.
Средний годовой доход домохозяйства составлял 34 375 долларов, а средний годовой доход семьи —  43 333 доллара. Средний доход мужчин —  31 250  долларов, в то время как у женщин — 21 250. Доход на душу населения составил 14 856 долларов. За чертой бедности находились 2,1 % семей и 4,6 % всего населения тауншипа, из которых 12,0 % старше 65 лет.